# Narendrania keralensis
Narendrania keralensis är en stekelart som beskrevs av Fousi 2004. Narendrania keralensis ingår i släktet Narendrania och familjen finglanssteklar. Inga underarter finns listade i Catalogue of Life.